# Joanne Fox
Joanne Kylie Fox OAM (* 12. Juni 1979 in Melbourne) ist eine ehemalige australische Wasserballspielerin. Sie war Olympiasiegerin 2000 und Olympiavierte 2004.

## Sportliche Karriere
Die 1,82 Meter große Centerverteidigerin spielte für Footscray.
Joanne Fox bestritt 166 Länderspiele für die australische Nationalmannschaft.
Wasserball für Frauen wurde als Wettbewerb in das Programm der Olympischen Spiele in Sydney 2000 aufgenommen. Die australische Mannschaft gewann die Vorrundengruppe und besiegte im Halbfinale die Russinnen mit 7:6. Mit dem 4:3-Sieg im Finale gegen das Team aus den Vereinigten Staaten waren die Australierinnen die ersten Olympiasiegerinnen im Wasserball. Fox warf ihre zwei Turniertore in der Vorrunde. 2001 bei der Weltmeisterschaft in Fukuoka erreichten die Australierinnen den fünften Platz, nachdem sie im Viertelfinale gegen die Italienerinnen verloren hatten. Zwei Jahre später bei der Weltmeisterschaft 2003 in Barcelona belegte Fox mit der australischen Mannschaft den siebten Platz. Bei den Olympischen Spielen 2004 in Athen gewannen die Australierinnen ihre Vorrundengruppe vor den Italienerinnen und den Griechinnen. Im Halbfinale trafen die Griechinnen erneut auf die Australierinnen und gewannen mit 6:2. Die Australierinnen verloren auch das Spiel um Bronze mit 5:6 gegen das Team aus den Vereinigten Staaten. Fox warf je ein Tor im Halbfinale und im Spiel um den dritten Platz.
Ihr Bruder John Fox trat ebenfalls bei Olympischen Spielen im Wasserball für Australien an.